# 伊萬·菲奧利奇
伊萬·菲奧利奇（1996年4月29日—）是一位克羅地亞足球運動員。在場上的位置是攻擊型中場。他現在效力於克罗地亚足球联赛球隊戈里察克罗地亚足球俱乐部。